# Pirongia Forest Park
Der Pirongia Forest Park ist ein unter Naturschutz stehender Wald in der Region Waikato auf der Nordinsel von Neuseeland. Der Park untersteht dem Department of Conservation.

## Geographie
Der 13.500 Hektar umfassende Forest Park befindet sich mit fünf Einzelgebieten rund 22 km südwestlich von Hamilton. Der mit Abstand größte Teil des Parks liegt rund 7 km östlich des Aotea Harbour und besitzt eine Längenausdehnung von rund 22 km in Nordwest-Südost-Richtung und misst an seiner breitesten Stelle rund 12 km. Die beiden höchsten Erhebungen in dem Park bilden der Pirongia mit 959 m und der gut 1 km westlich von ihm liegende The Cone mit 953 m. Rund 12 km nordwestlich des großen Teils des Parks befindet sich direkt an der Küste um den 756 m hohen Mount Karioi herum ein weiteres 5 × 4 km großes Areal des Parks und rund 6 km südsüdwestlich ein weiteres 7,5 × 3 km großes Gebiet, Tapuwaehounuku genannt.
Zu erreichen ist der Pirongia Forest Park über den New Zealand State Highway 39, der von Otorohanga kommend über den Ort Pirongia östlich am Park vorbeiführt oder über die beiden New Zealand State Highway 23 und 31, die nördlich und südlich Zugänge zum Park ermöglichen.

## Geschichte
Der Kern des Pirongia Forest Park wurde 1971 gegründet, 1976 kam das Gebiet um den Mount Karioi hinzu und 1984 das Gebiet von Tapuwaehounuku. 1987 wurde der Park zur Pflege und Verwaltung dem Department of Conservation übergeben.